# Mandilou
Mandilou (griechisch Μανδιλού), Mandili (griechisch Μανδίλι), Mantilou (griechisch Μαντιλού), Mantelou (griechisch Μαντέλου) oder Mandilonisi (griechisch Μανδηλονήσι) ist eine kleine, unbewohnte griechische Insel im Petalischen Golf. Verwaltungstechnisch gehört die Insel zur Landgemeinde Platanistos in der Gemeinde Karystos im Regionalbezirk Euböa.

## Beschreibung
Sie liegt etwa 970 m südlich von Kap Mandili (griechisch Ακρωτήριο Μανδήλι) an der Südspitze Euböas und am westlichen Ende der Straße von Kafirea (griechisch Στενού του Καφηρέα), die zwischen Euböa und Andros verläuft. Von Nord nach Süd misst sie etwa 1,5 km und an der breitesten Stelle 520 m. Der höchste Punkt erhebt sich 90 m über den Meeresspiegel. In der Antike hieß die Insel Myrto (altgriechisch Μυρτώ) oder Myrtos (altgriechisch Μύρτος). Nach Plinius dem Älteren soll das Myrtoische Meer, dass nach seiner Ansicht etwa dem heutigen Petalischen Golf entsprach, nach der Insel Myrto benannt gewesen sein.

## Navigation
Im südlichen Teil der Insel steht der 1925 errichtete Mandilou-Leuchtturm mit der Internationalen Ordnungsnummer E 4451. Er besteht aus einem Gebäude auf einer Höhe von 72 m mit runden, 11 m hohem Turm. Das Signallicht befindet sich in 82,91 m Höhe und hat eine Tragweite von 15 sm. Das Lichtsignal hat eine Frequenz von 20 s mit einem Lichtblitz von 1 s, einer Dunkelphase von 3 s, einem zweiten Lichtblitz von 1 s, einer weiteren Dunkelphase von 3 s und einem dritten Lichtblitz von 1 s und einer Dunkelphase von 11 s.